# Saggrenda

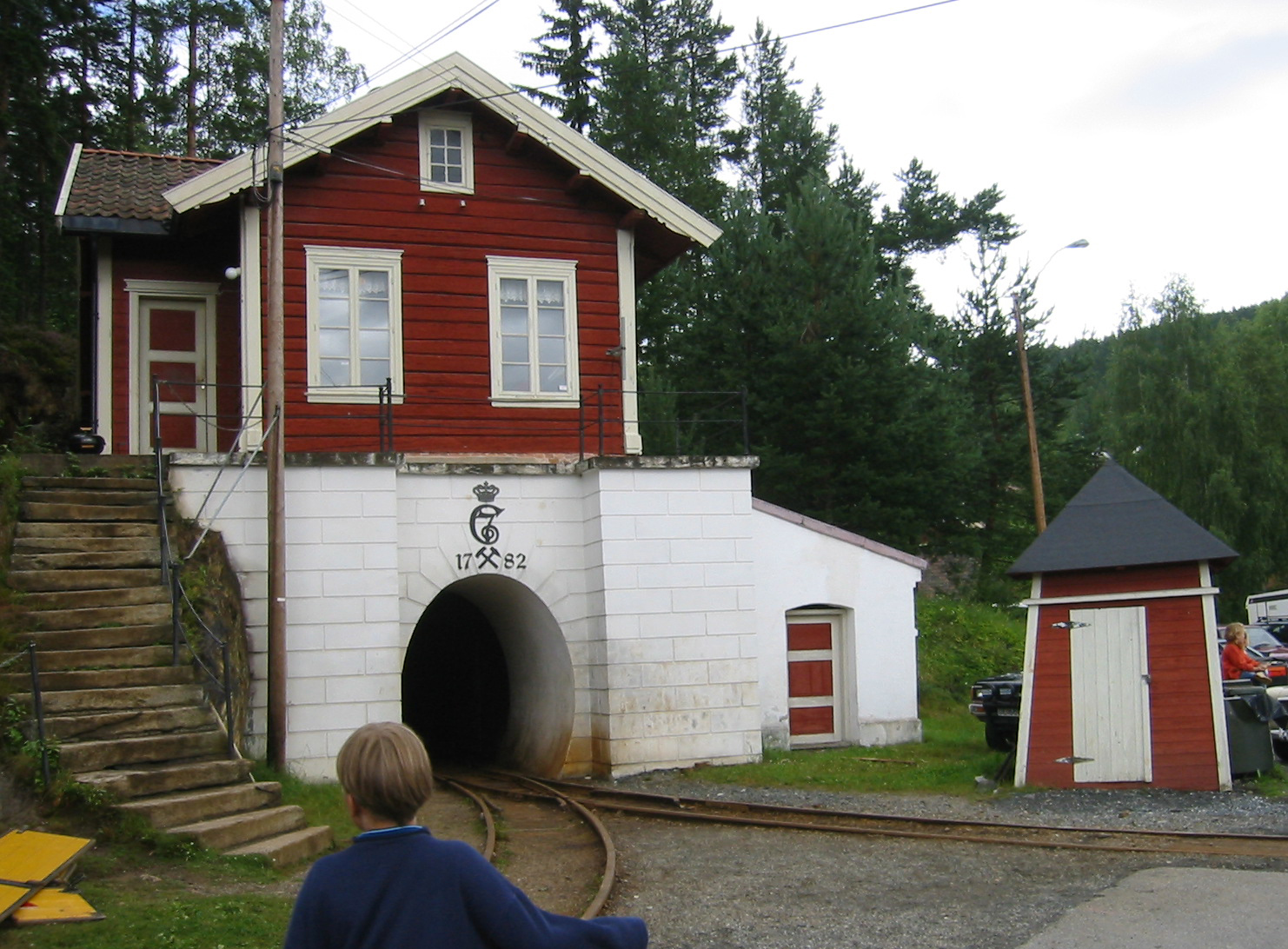
Das Silberbergwerk Kongsberg des Norwegischen Bergwerksmuseums in Saggrenda bei Kongsberg.

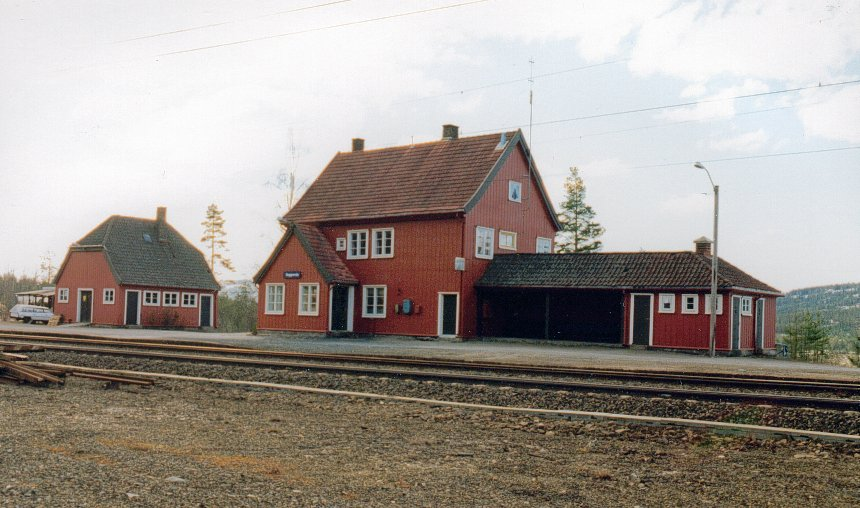
Bahnhof Saggrenda

Saggrenda ist eine kleine norwegische Ortschaft (Tettbygd) in der Kommune Kongsberg im Fylke Buskerud.

## Geschichte und Beschreibung
Die Ortschaft liegt an dem Fluss Kobberbergselva und ist etwa 7 km südwestlich von der Innenstadt Kongsbergs entfernt. In Saggrenda führt die wichtigste norwegische Straßenverbindungen Haukelivegen, auch bekannt als Europastraße 134 durch.
Saggrenda ist eines der ältesten Arbeiterwohnviertel in Norwegen, das auch unter dem Namen „Sakkerhusene“ bekannt ist und mit mehreren Wohnhäusern und Arbeiterbaracken errichtet wurde. Im Zuge des seit 1623 aufkommenden Silberbergbau rund um Kongsberg entstanden in der Nähe der Gruben diese Ansiedlung. Die Siedlung wuchs und entwickelte sich durch den Bergbau eigenständig außerhalb des Stadtzentrums von Kongsberg. Nach dem Ende des Silberbergbaus in Kongsberg, der 1958 eingestellt wurde, entstand durch die Umnutzungen der ehemaligen Bergbauanlagen, als touristische Attraktion das jetzige Norwegische Bergwerksmuseum (norwegisch Norsk Bergverksmuseum) und das Silberbergwerk Kongsberg (norwegisch Kongsberg Sølvverk) mit der ehemaligen Kongens Gruve (Königsgrube) als Schaubergwerk. Das Haupthaus des Norwegischen Bergwerksmuseum in Kongsberg bietet zusätzlich mit einer weiterführenden Dauerausstellung Informationen zum Bergbau befindet sich in 3616 Kongsberg an der Hyttegata 3 59,67° N, 9,65° O. Die ehemaligen Gruben werden vom Norwegischen Bergwerksmuseum verwaltet und sind im eigentlichen Sinn kein Museum. Das Silberbergwerk und eine Strecke der Grubenbahn des Silberbergwerkes, können jedoch von Besuchern des Bergbaumuseums unter Begleitung besichtigt bzw. befahren werden und führt 2,3 Kilometer tief in den Berg. Das Museum bietet außerdem noch spezielle Wanderungen und Stadtführungen zum Thema Bergbau in Saggrenda und zur Bergbaufolgelandschaft von Knutefjell sowie rund um Kongsberg und Umgebung an. Von dem Bergwerkstourismus konnte Saggrenda und Kongsberg in den letzten Jahren erheblich wirtschaftlich profitieren, mehrere Arbeitsplätze konnten geschaffen werden.

## Asthma-Sanatorium Saggrenda
In Saggrenda war von 1949 bis 1979 das ehemalige dänische Asthma-Sanatorium, das vom dänischen Roten Kreuz gegründet wurde. Es wurde in dieser Zeit zur Erholung, Rehabilitation und Heilung für an Asthma leidende dänische sowie einige norwegische Kinder genutzt. 1981 wurde das Gebäude als Saggrenda Turistsenter (Saggrenda-Tourismuszentrum) genutzt und später an eine norwegische Religionsgemeinschaft der Siebenten-Tags-Adventisten verkauft. Seitdem wird es von diesen als Gästehaus und Kursstätte Fredheim betrieben.

## Schule
Saggrenda hatte auch eine Staatliche Forstschule als Berufsschule für Wald- und Forstarbeiter (Statens skogskole) aus ganz Norwegen. Die Schule ist heute die Landwirtschafts- und Baufachschule Saggrenda (Saggrenda Naturbruk og Byggfagsenterund), als kommunale Weiterführende Schule von Kongsberg. In der Schule stehen Unterrichtsthemen rund um den Wald, Natur, Wildnis, Naherholung, Jagd, Angeln, Natur und Umwelt im Mittelpunkt. Mit Schulen aus anderen skandinavischen und baltischen Staaten besteht eine rege Zusammenarbeit und ein Schüleraustausch. Des Weiteren verfügt die Schule über ein Gästehaus und Schülerwohnheim sowie ein Internat mit Freizeiträumen für alle von außerhalb von Kongsberg kommenden Schüler.

## Bahnhof Saggrenda
Saggrenda bekam am 11. Februar 1920 einen Bahnanschluss an die Sørlandsbane (dt. Südlandbahn) Der Bahnhof Saggrenda 59,63° N, 9,61° O lag an der Bahnstrecke der Sørlandsbane zwischen dem Bahnhof Kongsberg und der Bahnstation Hjuksebø. 1967 wurde der Status als Bahnhof aufgehoben, der Ort als Haltepunkt jedoch weiter bedient. Seit dem 28. Mai 1989 wird der Bahnhof nicht mehr als Personenhalt genutzt, sondern ist ferngesteuerter Kreuzungsbahnhof.